# Gianfranco Albano
Gianfranco Albano (Forlì, 30 aprile 1942) è un regista italiano, realizzatore soprattutto di fiction per la Rai e Mediaset.
Tra le produzioni televisive da lui dirette, ricordiamo, tra l'altro: Mino - Il piccolo alpino, Diventerò padre, Un milione di miliardi, Felipe ha gli occhi azzurri e In fuga per la vita.
È tra i fondatori della rivista Cinema & Film.

## Biografia
Gianfranco Albano è nato a Forlì il 30 aprile del 1942 da padre pugliese e madre triestina.
All'età di 13 anni, si trasferisce a Roma, dove frequenta il liceo classico.
Conseguita la maturità, si iscrive alla Facoltà di Lettere, ma non riesce a terminare gli studi e, nella prima metà degli anni sessanta, lavora rappresentante per la Olivetti, collaborando nel frattempo anche con una rivista di cinema, Filmcritica.
Nel 1965, fonda, insieme ad altre sette persone, la rivista Cinema & Film, che nasce sotto il patrocinio di Pier Paolo Pasolini.
Tre anni dopo, avviene il suo esordio come sceneggiatore e regista, segnatamente, con un mediometraggio-documentario dal titolo Da Kronstadt dove?. Seguiranno altri programmi culturali, quali Tv 7, Almanacco, G7 e Tam Tam, Se questo è un uomo e Due o tre storie di ......
Nel 1986, "firma" la miniserie televisiva Mino - Il piccolo alpino (miniserie con protagonista Guido Cella, tratta dal romanzo Il piccolo alpino di Salvator Gotta), produzione premiata con il Telegatto, il primo nella carriera del regista nel 1987.
Dirige quindi le miniserie Diventerò padre (1987), miniserie con protagonista Gianni Morandi che gli vale un altro Telegatto, e Un milione di miliardi (1988), co-produzione italo-tedesca con protagonista Johnny Dorelli).
Seguiranno quindi, negli anni novanta, le miniserie Felipe ha gli occhi azzurri (1990, miniserie per la quale riceve, oltre all'ennesimo Telegatto, anche il "premio del Pubblico" al Festival della Televisione di Montecarlo) In fuga per la vita (1992), La luna rubata (1995) e la produzione cinematografica Ostinato destino (1991), film con protagonista Monica Bellucci.
Tra il 2001 e il 2003, firma tre miniserie televisive per il ciclo Generazioni, intitolate: Una vita sottile (2001), Rosafuria (2002) e Nessuno al suo posto (2003).
Nel 2007, si aggiudica numerosi premi, tra cui il premio alla regia al Festival della Televisione di Shanghai, per la miniserie televisiva Il figlio della luna.

## Filmografia

### Regista

#### Cinema
- Ostinato destino (1992)
- La vera madre (1999)

#### Televisione
- Da Kronstadt, dove? – film TV (1968)
- Una tranquilla coppia di killer – miniserie TV, episodi 1x1-1x2-1x3 (1982)
- A viso coperto – miniserie TV (1985)
- Mino - Il piccolo alpino – miniserie TV, 4 episodi (1986)
- Diventerò padre – miniserie TV (1988)
- Quattro piccole donne – miniserie TV (1988)
- Un milione di miliardi – miniserie TV, episodi 1x1-1x2 (1990)
- Felipe ha gli occhi azzurri – serie TV (1991)
- In fuga per la vita – miniserie TV, episodi 1x1-1x2-1x3 (1993)
- La luna rubata (Confession secrète) – film TV (1995)
- Il piccolo lord – film TV (1996)
- Primo cittadino – serie TV (1997)
- L'elefante bianco – miniserie TV (1998)
- Brancaccio – miniserie TV (2001)
- Una vita sottile – film TV (2002)
- Rosafuria – film TV (2003)
- Nessuno al suo posto – film TV (2003)
- Padri e figli – miniserie TV, 6 episodi (2005)
- La buona battaglia - Don Pietro Pappagallo – miniserie TV (2006)
- Il figlio della luna – film TV (2007)
- La stella della porta accanto – miniserie TV (2008)
- Sui tuoi passi – film TV (2009)
- L'una e l'altra – film TV (2012)
- Felicia Impastato – film TV (2016)

### Autore
- Da Kronstadt, dove? – film TV (1968)

## Premi & riconoscimenti (Lista parziale)
- 2007: Premio alla regia al Festival della Televisione di Shanghai per Il figlio della luna